# Sentimientos (canción de Selena)
"Sentimientos" es el quinto tema del álbum Alpha del grupo Selena y Los Dinos, lanzado el 11 de junio de 1986. Fue escrito por el padrino de Música Nuevo Mexicana, Al Hurricane.

## Composición
La letra habla sobre una mujer que vive enamorada de una persona y le hace saber cómo se encuentran los sentimientos que tiene hacia él y de igual modo, le pide que no se aleje de su vida.

## Uso en otros álbumes
- Fue regraba en 1990 para el álbum "16 Súper Éxitos Originales (Mis Primeros Éxitos)" en 1990.
- "Sentimientos" hizo aparición en la compilación de EMI "Selena: 21 Black Jack", lanzada en el año 2000.[1]
- Se compila en "Selena y sus Inicios, Vol. 3", el 24 de agosto de 2004.[2]

## Créditos
| - Primera voz - Selena Quintanilla - Batería - Suzette Quintanilla - Bajo y segunda voz - A.B. Quintanilla III - Teclados - Ricky Vela - Guitarra - Roger García | - Productor - Manny R. Guerra - Grabación - Amen Studios (San Antonio, Tx.) - Mezcla - Brian "Red" Moore - Arreglos musicales - Selena y Los Dinos - Composición - Abraham Quintanilla |